# Купріянов Дмитро Анатолійович
Дмитро́ Анато́лійович Купрія́нов — старший сержант Національної поліції України, учасник російсько-української війни, що загинув у ході російського вторгнення в Україну в 2022 році.

## Біографія
У березні 2022 року ніс службу в місті Харків. На посаді помічника чергового чергової частини роти патрульної служби поліції особливого призначення «Схід» ГУНП в Харківській області виконував завдання із забезпечення публічного порядку, виявлення дезертирів та фактів мародерства. Під час несення служби потрапив під артилерійський обстріл. Дмитро Купріянов 18 березня 2022 року зазнав поранення, несумісного з життям, унаслідок чого загинув. 

## Нагороди
- Орден «За мужність» III ступеня (2022, посмертно) — за особисті заслуги у захисті державного суверенітету та територіальної цілісності України, мужність і самопожертву у волонтерській діяльності[2].